# Iōannīs Fragkoudīs
Iōannīs Fragkoudīs (in greco Ιωάννης Φραγκούδης?; Limisso, 1º gennaio 1863 – 19 ottobre 1916) è stato un tiratore a segno greco, di provenienza militare.

## Biografia
Era un ufficiale di carriera nell'artiglieria, e ricoprì il massimo incarico quando divenne aiuto-campo del re Giorgio I. Accompagnò il sovrano al liberato porto di Salonicco nel 1912, città da poco conquistata grazie alle Guerre Balcaniche, ma proprio in questo viaggio il re fu assassinato (1913).
Nativo di Cipro, partecipò alle Olimpiadi nella squadra GS Olympia di Limassol, tuttavia era di origini greche e apparteneva all'esercito greco per cui va considerato come rappresentante di questa nazione più che cipriota.
Partecipò alle gare di tiro a segno nei giochi del 1896. Vinse tre medaglie, una d'oro nella rivoltella libera, una d'argento nella piastola libera e una di bronzo nella carabina libera. Prese parte anche alla gara della rivoltella militare, nella quale arrivò quarto.